# Petite Rivière de Nippes (ort)
Petite Rivière de Nippes är en ort i Haiti.   Den ligger i departementet Grand'Anse, i den sydvästra delen av landet, 100 km väster om huvudstaden Port-au-Prince. Petite Rivière de Nippes ligger 15 meter över havet och antalet invånare är 1 794.
Terrängen runt Petite Rivière de Nippes är varierad. Havet är nära Petite Rivière de Nippes norrut. Runt Petite Rivière de Nippes är det tätbefolkat, med 308 invånare per kvadratkilometer. Närmaste större samhälle är Miragoâne, 16,0 km öster om Petite Rivière de Nippes. Omgivningarna runt Petite Rivière de Nippes är en mosaik av jordbruksmark och naturlig växtlighet.